# Joan Blaeu

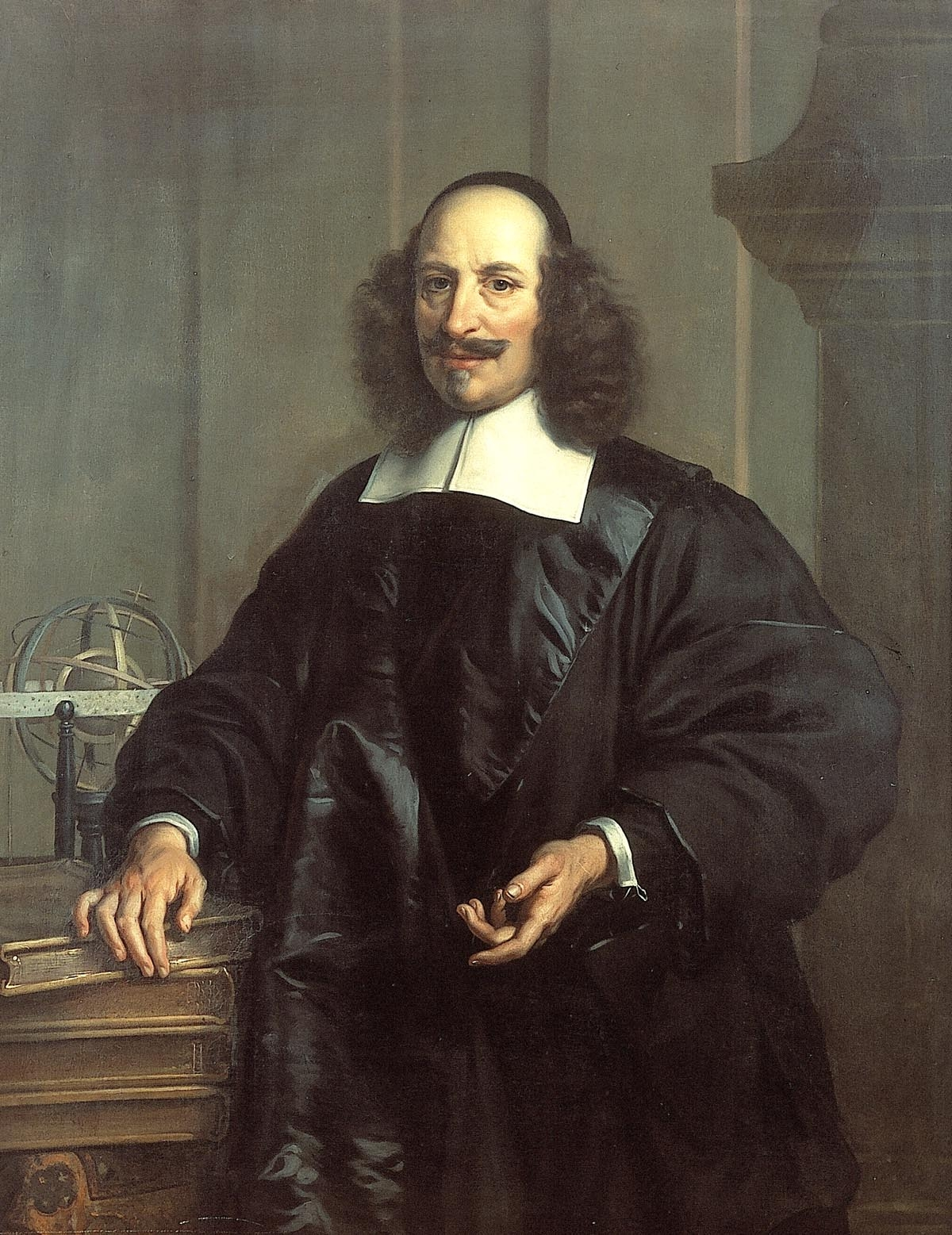
Joan Blaeu

Joan Blaeu (Alkmaar, 23 de septiembre de 1596-Ámsterdam, 28 de mayo de 1673) fue un destacado cartógrafo neerlandés.

## Biografía
Hijo de Willem Blaeu, en 1620 se doctoró en derecho, aunque prefirió ponerse a trabajar con su padre. En 1635 publicaron el Atlas Novus (Theatrum Orbis Terrarum, sive, Atlas novus) de 2 volúmenes. Joan y su hermano Cornelius se hicieron cargo del taller tras el fallecimiento de su padre en 1638. En 1643, publicaron el mapa-mural titulado Brasilia qua parte paret Belgis, basado en Georg Marggraf y con viñetas de Frans Post, con la más minuciosa descripción de las costas brasileñas hasta entonces disponible. Cornelius murió en 1648 y posteriormente Joan se convirtió en el cartógrafo oficial de la Compañía Holandesa de las Indias Orientales. 
Hacia 1649 Joan Blaeu publicó una colección de mapas de ciudades neerlandesas titulada Tooneel der Steeden (Teatro de ciudades). Dos años más tarde, fue elegido para integrar el consejo de Ámsterdam. En 1654 publicó el primer atlas de Escocia y en 1662 reeditó y amplió un atlas mundial que había iniciado su padre. Esta obra se conoció como Atlas maior y se editó en neerlandés, latín, francés, alemán y español. La obra, dependiendo del idioma, constaba de entre nueve y doce tomos. El siguiente trabajo que tenía planeado realizar Joan Blaeu era una cosmología, pero en 1672 un incendio destruyó la imprenta por completo. Joan Blaeu murió el año siguiente, siendo sepultado en la iglesia Westerkerk en Ámsterdam.